# Oxelösunds kommun
Oxelösunds kommun är en kommun i Södermanlands län. Centralort är Oxelösund.
Oxelösunds kommun är en liten skärgårdskommun med en en lång tradition av järnbruksnäringen genom Oxelösunds Järnverks AB, senare SSAB Emea AB. 
Från det att kommunen bildades 1971 och fram till början av 2000-talet var befolkningstrenden negativ. Därefter har trenden vänt. Kommunpolitiken har dominerats av Socialdemokraterna. Mandatperioden 2022–2026 fick kommunen sitt första borgerliga styre.

## Administrativ historik
Kommunens område motsvarar en del av Sankt Nicolai socken där Nikolai landskommun, före 1940 benämnd Sankt Nicolai landskommun, bildades vid kommunreformen 1862. 
Oxelösunds municipalsamhälle inrättades 27 januari 1899 som upplöstes 1950 när Oxelösunds stad bildades genom en utbrytning ur landskommunen. Kommunreformen 1952 påverkade inte indelningarna i området.
Oxelösunds kommun bildades vid kommunreformen 1971 genom en ombildning av Oxelösunds stad. 
Kommunen ingår sedan bildandet i Nyköpings tingsrätts domsaga.
Kommunen ingår sedan 2015 i Förvaltningsområdet för finska. 

## Geografi
Oxelösunds kommun ligger på Oxelösundshalvön vid Östersjökusten, strax norr om Bråviken, och omfattar även flera närliggande öar. Kommunen omges på landsidan av Nyköpings kommun, men har i söder också maritim gräns mot Norrköpings kommun. 
Det är cirka 13,5 km vägavstånd mellan centrala Oxelösund och centrala Nyköping.

### Topografi och hydrografi
Oxelösunds kommun är en liten skärgårdskommun där berggrunden utgörs av gnejser och gnejsgraniter. Berggrunden sticker upp som hällpartier på fastlandet och de inre öarna, dem emellan finns hällpartier med mellanliggande lerfyllda, uppodlade sprickdalar. Kring hällarna finns ofta en smal kant av ett uppåt uttunnande täcke av morän som oftast är bevuxet med barrblandskog. Oxelösunds skärgårds inre öar består av skog- och hagmarker medan den karga yttre skärgården har sparsam vegetation. Allra längst ut finns ett rikt fågelliv bland fridlysta kobbar och skär.
Nedan presenteras andelen av den totala ytan 2020 i kommunen jämfört med riket.
|  | Bebyggelse (29,1 %) |

|  | Skog (37,0 %) |

|  | Öppen myrmark (1,4 %) |

|  | Jordbruksmark (6,6 %) |

|  | Övrig mark (25,8 %) |

|  | Bebyggelse (3,1 %) |

|  | Skog (68,0 %) |

|  | Öppen myrmark (7,2 %) |

|  | Jordbruksmark (7,4 %) |

|  | Övrig mark (14,3 %) |

### Naturskydd
År 2023 fanns två naturreservat i Oxelösunds kommun: Femöre och Fågelskär.
Femöre bildades 2006 och består av 235 hektar klippor, hav, kustnära barrskog, ädellövskog och hagmark. Reservatet är viktigt för många sjöfågelarter som vigg, ejder, knipa och storskrake. En del av reservatetär även skyddat som Natura 2000-område. Cirka tre kilometer utanför Oxelösund ligger ön och naturreservatet Fågelskär. Reservatet bildades 1997 och består av 10,5 hektar skärgård och hällmarkstallskog. Skogen är vuxit upp utan mänsklig påverkan varför det finns gott om gamla träd där.

### Administrativ indelning
Fram till 2016 var kommunen för befolkningsrapportering indelad i en enda församling, Oxelösunds församling.

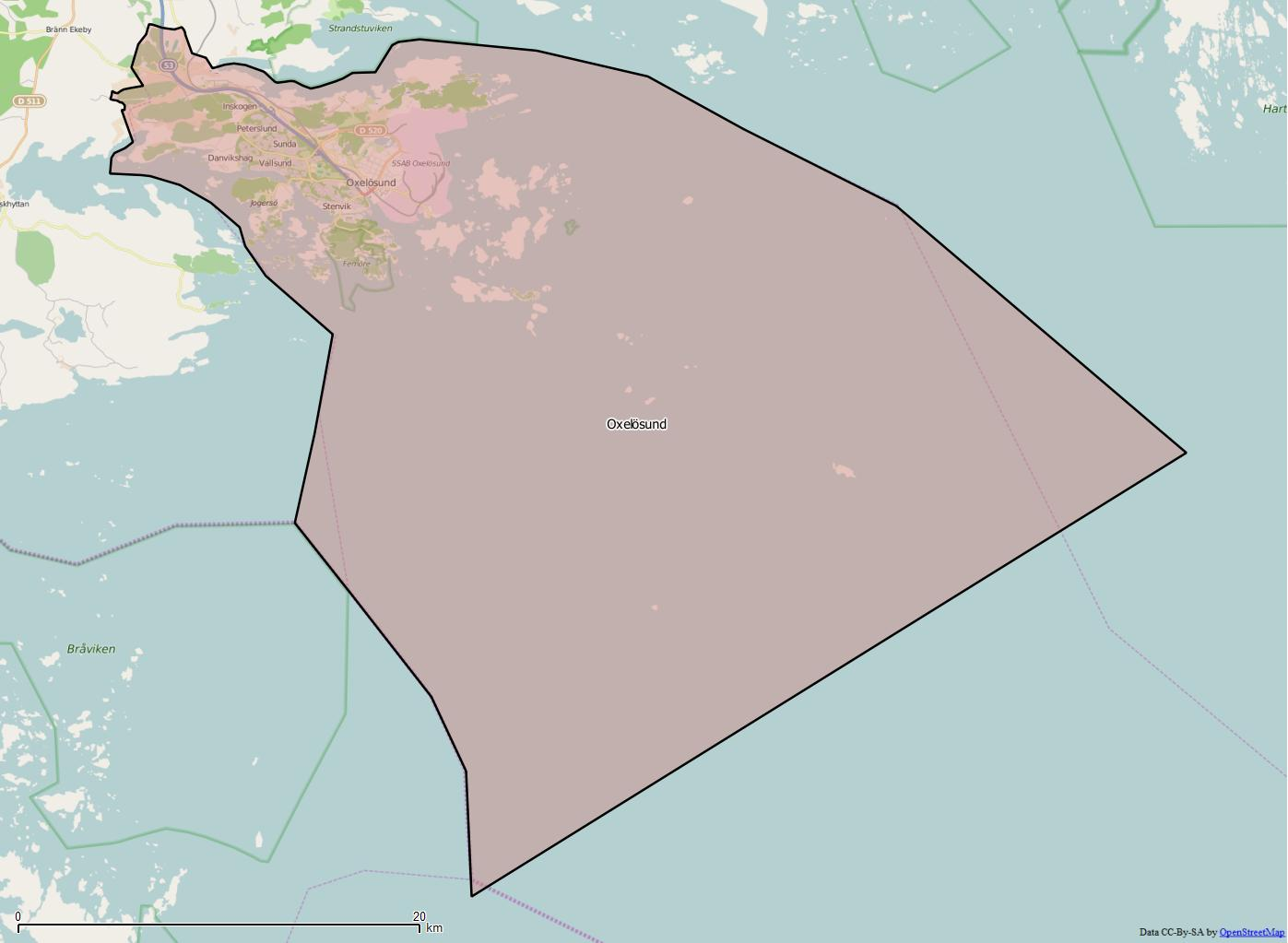
Distrikt inom Oxelösunds kommun

Från 2016 indelas kommunen i ett enda distrikt, Oxelösunds distrikt.

### Tätorter
Förutom centralorten Oxelösund räknas sedan 2015 även Inskogen som en tätort i Oxelösunds kommun.

## Styre och politik

### Styre
Oxelösunds kommun är traditionellt ett starkt fäste för Socialdemokraterna. Mandatperioden 2010–2014 styrdes kommunen av Socialdemokraterna och Vänsterpartiet. Tillsammans samlade partierna 16 av 31 mandat i kommunfullmäktige. Koalitionen behöll majoriteten efter valet 2014 och fick dessutom ytterligare ett mandat. I valet 2018 backade koalitionen, men kunde behålla majoriteten med 16 mandat.
Valet 2022 ledde till att Oxelösund för första gången på 72 år fick borgerligt styre när Moderaterna, Sverigedemokraterna, Kristdemokraterna och Liberalerna tog över makten. Koalitionen fick egen majoritet med 16 av mandaten i kommunfullmäktige.

### Kommunfullmäktige

#### Presidium
| Presidium 2022–2026    | Presidium 2022–2026 | Presidium 2022–2026 |
| ---------------------- | ------------------- | ------------------- |
| Ordförande             | M                   | Mårthen Backman     |
| Förste vice ordförande | M                   | Haifaa Alkhaldi     |
| Andre vice ordförande  | S                   | Britta Bergström    |

#### Mandatfördelning 1970–2022
| 2 | 20 | 3 | 4 | 2 |

| 24 | 7 |

| 3 | 19 | 4 | 2 | 3 |

| 24 | 7 |

| 2 | 19 | 4 | 3 | 3 |

| 24 | 7 |

| 3 | 19 | 3 | 3 | 3 |

| 22 | 9 |

| 3 | 19 | 3 | 2 | 4 |

| 22 | 9 |

| 5 | 16 | 2 | 3 | 5 |

| 22 | 9 |

| 6 | 14 | 2 | 2 | 3 | 4 |

| 23 | 8 |

| 3 | 15 |  | 2 | 2 | 3 | 5 |

| 20 | 11 |

| 3 | 19 | 2 |  | 2 | 4 |

| 17 | 14 |

| 4 | 20 |  | 2 | 4 |

| 16 | 15 |

| 5 | 15 | 2 | 3 | 2 | 4 |

| 16 | 15 |

| 4 | 14 | 2 |  | 2 |  | 7 |

| 16 | 15 |

| 4 | 12 | 2 |  |  | 2 | 9 |

| 17 | 14 |

| 4 | 13 | 2 | 3 |  |  | 7 |

| 15 | 16 |

| 4 | 12 |  | 3 |  |  |  | 8 |

| 18 | 13 |

| 4 | 10 | 4 |  |  |  | 10 |

| 15 | 16 |

### Nämnder

#### Kommunstyrelse
| Presidium 2022–2026    | Presidium 2022–2026 | Presidium 2022–2026 |
| ---------------------- | ------------------- | ------------------- |
| Ordförande             | M                   | Dag Bergentoft      |
| Förste vice ordförande | M                   | Katarina Berg       |
| Andre vice ordförande  | S                   | Linus Fogel         |

Totalt har kommunstyrelsen nio ledamöter, varav Socialdemokraterna har tre, Moderaterna har två och medan Liberalerna, Kristdemokraterna, Vänsterpartiet och Sverigedemokraterna har en ledamot vardera.

#### Övriga nämnder
Avser mandatperioden 2022–2026:
| Nämnd                              | Ordförande | Ordförande        | Vice ordförande | Vice ordförande     |
| ---------------------------------- | ---------- | ----------------- | --------------- | ------------------- |
| Vård- och omsorgsnämnden           | M          | Katarina Berg     | M               | Catherine Tholander |
| Kultur- och fritidsnämnden         | M          | Anders Berglund   | SD              | Dagmara Mandrela    |
| Miljö- och samhällsbyggnadsnämnden | M          | Annsofie Karlsson | M               | Tomas Stenbäck      |
| Utbildningsnämnden                 | M          | Eva Lantz         | M               | Stefan Johansson    |
| Valnämnden                         | Ob.        | Ann Svensson      | M               | Matti Koponen       |

Utöver dessa har kommunen även gemensamma nämnder. Dessa är:
- Gemensam nämnd för samverkan kring socialtjänst och vård
- Gemensam patientnämnd för Södermanlands län
- Nyköpings-Oxelösunds gemensamma servicenämnd
- Nyköpings-Oxelösunds överförmyndarnämnd
- Växelnämnden

### Valresultat 2022
| Parti                            | Valdistrikt          | Valdistrikt | Kommun  |
| Parti                            | Starkaste            | Andel       | Andel   |
| -------------------------------- | -------------------- | ----------- | ------- |
| M                                | Danvik               | 42,46 %     | 32,67 % |
| S                                | Norra innerstaden    | 36,96 %     | 32,08 % |
| SD                               | Norra innerstaden    | 19,35 %     | 12,20 % |
| V                                | Södra innerstaden    | 14,54 %     | 10,94 % |
| KD                               | Peterslund           | 4,75 %      | 3,47 %  |
| C                                | Dalgången och Danvik | 4,93 %      | 3,31 %  |
| L                                | Danvik               | 4,14 %      | 2,14 %  |
| MP                               | Dalgången            | 2,76 %      | 1,98 %  |
| PNy                              | Södra innerstaden    | 3,61 %      | 0,98 %  |
| Data hämtat från Valmyndigheten. |                      |             |         |

Exklusive uppsamlingsdistrikt. Partier som fått mer än en procent av rösterna i minst ett valdistrikt redovisas.

### Vänorter
Oxelösunds kommun har följande nordiska vänorter:
- Holstebro kommun, Danmark
- Högfors, Finland
- Vardø, Norge

## Ekonomi och infrastruktur

### Näringsliv
Området har en lång tradition av järnbruksnäringen genom Oxelösunds Järnverks AB, senare SSAB Emea AB. I början av 2020-talet var det kommunens största arbetsgivare, följt av kommunen själv. I början av 2020-talet stod tillverkningsindustrin för nära hälften av arbetstillfällena i kommunen. SSAB tillverkar ämnen som används för plåttillverkning samt höghållfast stål och plåt.

### Infrastruktur

#### Transporter
Genom kommunen går riksväg 53 som har sin början/slut vid kusten. På 1800-talet anlade Grängesbergsbolaget järnvägen Ludvika–Oxelösund. Järnvägen trafikeras i början av 2020-talet fortsatt av gods även om persontrafik är nedlagd på sträckan.
I centralorten finns en hamn som når 16,5 meters djup. Hamnen har använts under åtminstone 500 år men har även den byggts ut av Grängesbergsbolaget. Hamnen är av stor betydelse för handelssjöfart och där hanteras last så som olja, stål, malm, cement och containrar.

## Befolkning

### Demografi

#### Befolkningsutveckling
Kommunen har 12 031 invånare (31 december 2024), vilket placerar den på 188:e plats avseende folkmängd bland Sveriges kommuner.
| Befolkningsutvecklingen i Oxelösunds kommun 1950–2020 | Befolkningsutvecklingen i Oxelösunds kommun 1950–2020 | Befolkningsutvecklingen i Oxelösunds kommun 1950–2020 | Befolkningsutvecklingen i Oxelösunds kommun 1950–2020 | Befolkningsutvecklingen i Oxelösunds kommun 1950–2020 |
| ----------------------------------------------------- | ----------------------------------------------------- | ----------------------------------------------------- | ----------------------------------------------------- | ----------------------------------------------------- |
|                                                       |                                                       |                                                       |                                                       |                                                       |
| År                                                    |                                                       |                                                       | Folkmängd                                             |                                                       |
| 1950                                                  | 1950                                                  |                                                       | 5 391                                                 |                                                       |
| 1960                                                  | 1960                                                  |                                                       | 10 017                                                |                                                       |
| 1970                                                  | 1970                                                  |                                                       | 15 164                                                |                                                       |
| 1975                                                  | 1975                                                  |                                                       | 14 211                                                |                                                       |
| 1980                                                  | 1980                                                  |                                                       | 14 120                                                |                                                       |
| 1985                                                  | 1985                                                  |                                                       | 13 137                                                |                                                       |
| 1990                                                  | 1990                                                  |                                                       | 13 035                                                |                                                       |
| 1995                                                  | 1995                                                  |                                                       | 11 747                                                |                                                       |
| 2000                                                  | 2000                                                  |                                                       | 10 866                                                |                                                       |
| 2005                                                  | 2005                                                  |                                                       | 11 134                                                |                                                       |
| 2010                                                  | 2010                                                  |                                                       | 11 193                                                |                                                       |
| 2015                                                  | 2015                                                  |                                                       | 11 701                                                |                                                       |
| 2020                                                  | 2020                                                  |                                                       | 11 995                                                |                                                       |

## Kultur

### Kulturarv
I naturreservatet Femöre ligger den gamla militära anläggningen Femörefortet som uppfördes 1961–1964 som skydd från anfall från Sovjetunionen. Fortet var i bruk till 1997. I närheten ligger Femöreskanalen som minnen  om nödhjälpsarbete som utfördes 1920–1921 för att mindre båtar skulle slippa den vågutsatta passagen utanför Femöreshuvud.

### Kommunvapen
Blasonering: I blått fält en vänsterstråle, åtföljd ovan av ett järnmärke och nedan av ett ankare, allt av silver.
Vapnet syftar på stålindustrin (järnmärket) och sjöfarten (ankaret). Strålen skall symbolisera ett fyrljus. När Oxelösund, som en av de sista i landet, blev stad 1950 antogs vapnet. Det nyregistrerades hos PRV enligt nya regler år 1974.